# Носовец, Александр Захарович
Алекса́ндр Заха́рович Носове́ц (12 [25] июня 1915, село Соловьёвка, Черниговская губерния — 5 августа 2003, Москва) — Герой Советского Союза (1944), полковник (1957), военный штурман 1-го класса (1951).

## Биография
Родился 12 (25) июня 1915 года в селе Соловьёвка Новозыбковского уезда Черниговской губернии. В 1934 году окончил 7 классов школы в селе Куршановичи (Климовский район), в 1937 году — Смоленский товароведный техникум. Работал инструктором отдела кадров в Смоленском облпотребсоюзе.
В армии с ноября 1938 года. В 1940 году окончил Харьковское военное авиационное училище. Служил штурманом в строевых частях ВВС (в Белорусском и Киевском военных округах).
Участник Великой Отечественной войны: в июне-июле 1941 — штурман экипажа 226-го скоростного бомбардировочного авиационного полка (Юго-Западный фронт). Участвовал в оборонительных боях на Западной Украине. Совершил 13 боевых вылетов на бомбардировщике Су-2. 2 июля 1941 года был тяжело ранен в правую ногу и до октября 1941 года находился в госпитале. С октября 1941 года служил в ВВС штурманом авиаэскадрильи (в Приволжском военном округе).
В августе 1942 — мае 1945 — штурман звена, штурман авиаэскадрильи и заместитель штурмана 16-го (с марта 1943 — 14-го гвардейского) авиационного полка дальнего действия (4-й гвардейский авиационный корпус дальнего действия). Совершил 235 ночных боевых вылетов на бомбардировщике В-25С для нанесения ударов по военно-промышленным объектам в глубоком тылу противника, а также для доставки грузов партизанам, частям Народной освободительной армии Югославии и партизанам Чехословакии. Всего за время войны совершил 248 боевых вылетов (13 — на бомбардировщике Су-2 и 235 — на бомбардировщике В-25С).
За мужество и героизм, проявленные в боях, Указом Президиума Верховного Совета СССР от 5 ноября 1944 года гвардии майору Носовцу Александру Захаровичу присвоено звание Героя Советского Союза с вручением ордена Ленина и медали «Золотая Звезда».
После войны до декабря 1947 года служил штурманом авиаполков в Дальней авиации. В 1948 году окончил Ивановскую высшую офицерскую лётно-тактическую школу Дальней авиации. Был штурманом авиаполков в Дальней авиации, с 1955 года — штурманом тяжёлобомбардировочной авиадивизии (на Украине). С сентября 1958 года полковник А. З. Носовец — в запасе.
В 1959—1985 годах работал контролёром и служащим на 148-м Белоцерковском авиаремонтном заводе.
Жил в городе Белая Церковь Киевской области (Украина), с 1994 года — в Москве. Умер 5 августа 2003 года. Похоронен на Бутовском кладбище в Москве.

## Награды
- Герой Советского Союза (5.11.1944);
- два орден Ленина (5.11.1944; 29.04.1957);
- три ордена Красного Знамени (12.03.1943; 19.11.1943; 22.02.1955);
- орден Александра Невского (14.04.1944);
- орден Отечественной войны 1-й степени (11.03.1985);
- орден Красной Звезды (5.11.1954);
- медаль «За боевые заслуги» (15.11.1950);
- другие медали.
- иностранные награды.